# تاکانو چوئی
تاکانو چوئی (انگلیسی: Takano Chōei; ۱۲ ژوئن ۱۸۰۴ – ۳ دسامبر ۱۸۵۰) یک پزشک در دوره باکوماتسو اهل ژاپن بود.